# Himalayacalamus falconeri
Himalayacalamus falconeri är en gräsart som först beskrevs av Joseph Dalton Hooker och William Munro, och fick sitt nu gällande namn av Keng f. Himalayacalamus falconeri ingår i släktet Himalayacalamus och familjen gräs. Inga underarter finns listade i Catalogue of Life.